# جو جاكسون (لاعب كرة السلة)
جو جاكسون (بالإنجليزية: Joe Jackson)‏ (8 فبراير 1992 في الولايات المتحدة - ) هو لاعب كرة السلة أمريكي في مركز لاعب هجوم خلفي. لعب مع Memphis Tigers men's basketball ‏ وMotor City Cruise ‏.

## وصلات خارجية
- جو جاكسون على موقع الاتحاد الدولي لكرة السلة (الإنجليزية)
- جو جاكسون على موقع سبورتس رفرنس (الإنجليزية)
- جو جاكسون على موقع كرة السلة الأوروبية.كوم (الإنجليزية)
- جو جاكسون على موقع كلية كرة السلة في سبورتس رفرنس.كوم (الإنجليزية)
- جو جاكسون على موقع ريلجم (الإنجليزية)
- جو جاكسون على موقع بروبوليرز (الإنجليزية)
- جو جاكسون على موقع سبورتس رفرنس (الإنجليزية)